# Kostel Nanebevzetí Panny Marie (Nové Valteřice)
Kostel Nanebevzetí Panny Marie v Nových Valteřicích byl postaven jako nový kostel v roce 1815. Kostel je kulturní památkou od roku 2012.

## Historie
Na místě dnešního kostela stával v obci Nové Valteřice (od roku 1961 součást Moravského Berouna) nejspíše původní gotický kostel, který byl ještě v roce 1710 barokně upraven. V roce 1789 byla ke kostelu přistavěna fara. Tento kostel byl v roce 1811 stržen a na jeho místě byl postaven dnešní kostel. Nová stavba kostela byla dokončena v roce 1815. Před kostelem stával hřbitov, který byl přemístěn mimo obec, jako pozůstatek zde zůstal stát kamenný kříž. V roce 1858 byla dostavěna věž.

## Popis
Kostel dle stavebního řadit k stavbám pozdního baroka a navazující raný klasicismus. Jedná se jednolodní stavbu s rovným závěrem. Před jednoosé průčelí s věží vystupující rizalitové fasády je předsazeno schodiště. Na loď navazuje odsazený presbytář, na který přiléhá sakristie. Kostel je vystavěn na kamenné podezdívce, která vyrovnává nerovný terén. Zdivo je z cihel pálených. Vrchol zdí včetně přístavku lemuje korunní římsa. Loď pokrývá plechová valbová střecha ostatní části kostela mají polovalbovou střechu, krom věže ta má zvonovou střechu.

### Interiér
Z 19. století se zachoval i původní mobiliář. V roce 2009 byly bezdůvodně prodány cenné varhany od krnovského stavitele varhan Františka Riegra.
- hlavní oltář
- dřevěná křtitelnice
- zpovědnice
- dřevěná socha Krista s ohnivým srdcem
- dřevěné lavice
- soubor 14 obrazů křížové cesty
- věčné světlo
- dřevěný krucifix
- skříň na paramenta[4]

### Zvony
V kostelní věži jsou umístěny 2 zvony, Ctiborius a František,které jsou pojmenovány po Františku Krumholzovi a jeho otci.